# Ким Мун Джун
Ким Мун Джун (кор. 김문정; англ. Kim Moon Jung; род. 23 декабря 1981 года в Сеуле) — корейская шорт-трекистка. Бронзовый призёр в абсолютном зачёте чемпионата мира 1999 года, бронзовый призёр чемпионата мира по шорт-треку среди команд 1999 года. Чемпионка Зимних Азиатских игр 1999 года в эстафете.

## Спортивная карьера
Ким Мун Джун впервые участвовала на юниорском чемпионате мира в Курмайоре в 1996 году и смогла добраться до бронзы в многоборье. Она училась в старшей школе для девочек Синджин, когда в январе 1998 года на чемпионате мира среди юниоров а Калифорнии стала второй в многоборье. В 1999 в Монреале выиграла серебряную медаль в общем зачёте, при этом побила мировой рекорд со временем 2: 21,844 с. на дистанции 1500 метров, после чего попала в национальную сборную.
В том же году в феврале Ким Мун Джун из старшей школы девочек Синджин заменила травмированную Вон Хе Гён и победила в эстафете с партнёршами на зимних Азиатских играх в Канвондо, где установила рекорд Азиатских игр на индивидуальной дистанции 3000 метров с результатом 5,04,540 сек. На чемпионате мира в Софии была третьей на дистанциях 1000 и 1500 метров, а также второй в финале на 3000 метров, что вывело её на общее третье место в абсолютном зачёте. Через несколько недель вместе с командой стала третьей на чемпионате мира среди команд в Сент-Луисе.
После завершения карьеры работала судьёй в шорт-треке, а позже тренером-видеоаналитиком в юниорской сборной Кореи.